# Берлінгтон (Мічиган)
Берлінгтон (англ. Burlington) — селище (англ. village) в США, в окрузі Калгун штату Мічиган. Населення — 281 особа (2020).

## Географія
Берлінгтон розташований за координатами 42°6′18″ пн. ш. 85°4′45″ зх. д. / 42.10500° пн. ш. 85.07917° зх. д. (42.104920, -85.079183).  За даними Бюро перепису населення США в 2010 році селище мало площу 1,76 км², з яких 1,69 км² — суходіл та 0,07 км² — водойми. В 2017 році площа становила 1,89 км², з яких 1,82 км² — суходіл та 0,07 км² — водойми.

## Демографія
Згідно з переписом 2010 року, у селищі мешкала 261 особа в 96 домогосподарствах у складі 68 родин. Густота населення становила 148 осіб/км².  Було 118 помешкань (67/км²).
Расовий склад населення:
| - 98,1 % — білих |

До двох чи більше рас належало 1,9 %. Частка іспаномовних становила 0,0 % від усіх жителів.
За віковим діапазоном населення розподілялося таким чином: 24,9 % — особи молодші 18 років, 64,4 % — особи у віці 18—64 років, 10,7 % — особи у віці 65 років та старші. Медіана віку мешканця становила 37,3 року. На 100 осіб жіночої статі у селищі припадало 108,8 чоловіків;  на 100 жінок у віці від 18 років та старших — 104,2 чоловіків також старших 18 років.
Середній дохід на одне домашнє господарство  становив 49 686 доларів США (медіана — 41 667), а середній дохід на одну сім'ю — 55 822 долари (медіана — 51 875). За межею бідності перебувало 10,3 % осіб, у тому числі 14,7 % дітей у віці до 18 років та 20,0 % осіб у віці 65 років та старших.
Цивільне працевлаштоване населення становило 116 осіб. Основні галузі зайнятості: виробництво — 22,4 %, освіта, охорона здоров'я та соціальна допомога — 21,6 %, будівництво — 13,8 %, мистецтво, розваги та відпочинок — 10,3 %.